# Primum Familiae Vini
Primum Familiae Vini (сокращённо PFV) — европейская ассоциация винодельческих семей. Создана в 1992 году 12 старейшими винодельческими семьями Европы. Цель ассоциации: защита и продвижение традиций и ценностей семейных винодельческих компаний, обеспечение ресурсов для будущих поколений.

## Члены Primum Familiae Vini
Членство возможно только по приглашению.
Основу составляют семьи из Франции, Германии, Италии, Португалии и Испании. Среди них на 2021 год: Антинори (Тоскана), Барн Филипп де Ротсшильд (Бордо), Joseph Drouhin (Бургундия), Domaine Clarence Dillon (Бордо), Egon Müller Scharzhof (Мозель), Famille Hugel (Эльзас), Pol Roger (Шампань), Famille Perrin (Долина Роны), Symington Family Estates (Португалия), Tenuta San Guido (Тоскана), Familia Torres (Испания) и Vega Sicilia (Рибера-дель-Дуэро).